# 龙胜臭蛙
龙胜臭蛙（学名：Rana lungshengensis）为蛙科蛙属的两栖动物，是中国的特有物种。分布于湖南、广西、贵州等地，多栖息于山溪边悬崖峭壁上。其生存的海拔范围为900至1158米。该物种的模式产地在广西龙胜。